# Entoleuca
Entoleuca es un género de hongos en la familia Xylariaceae.